# Machimus carolinae
Machimus carolinae är en tvåvingeart som först beskrevs av Martin och Wilcox 1965.  Machimus carolinae ingår i släktet Machimus och familjen rovflugor. Inga underarter finns listade i Catalogue of Life.